# Cristina Barceló i March
Cristina Barceló i March, també coneguda com a Motxa Barceló, (Girona, 11 d'agost de 1987) és una jugadora d'hoquei sobre patins catalana.
Formada com a davantera al Girona CH, posteriorment va jugar a l'HC Salt (2001-04), guanyant una Copa Catalunya (2003) i un Campionat d'Espanya (2003), i al CHP Sant Feliu (2004-07). La temporada 2007-08 va fitxar pel CP Voltregà amb el qual ha guanyat la majoria dels títols de l'entitat, destacant sis Copes d'Europa, un Campionat d'Espanya, cinc Ligues espanyoles, quatre Copes de la Reina i dues Lligues catalanes. Internacional amb la selecció espanyola d'hoquei sobre patins entre 2004 i 2009, va guanyar un Campionat del Món (2008) i un d'Europa (2009). Amb la selecció catalana, va formar part de l'equip que va disputar el primer partit internacional contra Portugal el desembre de 2003. També hi va participar en la Copa Amèrica aconseguit un campionat el 2011 i dos subcampionats el 2007 i 2010. Actualment, és la capitana del CP Voltregà. El 13 d'abril de 2021 va anunciar en un comunicat oficial publicat a xarxes socials que es retiraria a final de temporada després de 13 temporades a l'equip osonenc.
Entre d'altres reconeixements, va rebre la medalla del Comitè Olímpic Espanyol l'any 2009 per la seva trajectòria esportiva.

## Palmarès
Clubs
- 6 Copes d'Europa d'hoquei sobre patins femenina: 2007-08, 2010-11, 2012-13, 2015-16, 2016-17, 2018-19
- 1 Copa de Catalunya d'hoquei sobre patins femenina: 2002-03
- 2 Lligues catalanes d'hoquei sobre patins femenina: 2007-08, 2008-09
- 2 Campionats d'Espanya d'hoquei sobre patins femení: 2002-03, 2007-08
- 5 Lligues espanyola d'hoquei sobre patins femenina: 2010-11, 2011-12, 2012-13, 2013-14, 2015-16
- 4 Copes espanyola d'hoquei sobre patins femenina: 2007-08, 2010-11, 2013-14, 2016-17

Selecció catalana
- 1 medalla d'or a la Copa Amèrica d'hoquei sobre patins: 2011
- 2 medalles d'argent a la Copa Amèrica d'hoquei sobre patins: 2007, 2010

Selecció espanyola
- 1 medalla d'or al Campionat del Món d'hoquei sobre patins femení: 2008
- 1 medalla d'argent al Campionat del Món d'hoquei sobre patins femení: 2006
- 1 medalla de bronze al Campionat del Món d'hoquei sobre patins femení: 2004, 2010
- 1 medalla d'or al Campionat d'Europa d'hoquei sobre patins femení: 2009
- 1 medalla d'argent al Campionat d'Europa d'hoquei sobre patins femení: 2007